# Jon Bautista
Jon Bautista Orgilles (Mahón, 3 de julho de 1995) é um futebolista profissional espanhol que atua como atacante.

## Carreira
Jon Bautista começou a carreira no Real Sociedad, na equipe B em 2013.

## Títulos
Real Sociedad - Copa del Rey de 2019–20